# Jerzy Liban
Jerzy Liban (ur. 1464 w Legnicy, zm. po 1546 w Krakowie) – renesansowy humanista, kompozytor, teoretyk muzyki, pedagog i filolog. Posługiwał się łaciną, greką i hebrajskim. Wykładał  w Akademii Krakowskiej (dziś Uniwersytet Jagielloński) oraz uczył w szkole parafialnej przy Kościele Mariackim w Krakowie.

## Życiorys
Początkowo nauki pobierał w rodzinnej Legnicy, w szkole kolegiackiej przy kościele św.św. Piotra i Pawła. Od 1494 r. studiował w Akademii Krakowskiej, a następnie prawdopodobnie w Kolonii. W 1501 r. powrócił do Krakowa i całe życie związał z tym miastem. W akademii zdobył tytuł bakalaureata (1502) i dyplom magistra sztuk (1511). Wykładał  w Akademii Krakowskiej oraz, w latach 1506-1528, działał  w szkole parafialnej przy Kościele Mariackim w Krakowie, gdzie był kantorem, pedagogiem i rektorem. Uczył tam greki, muzyki, i zasad prozodii łacińskiej (badania akcentu, iloczasu, intonacji) dla potrzeb recytacji tekstów liturgicznych.

## Dorobek
Jako wykładowca Akademii Krakowskiej (w roku 1520 i w latach 1528–1535) propagował kulturę antyczną, przekładał m.in. Arystotelesa, wydawał antologie pism ojców Kościoła i poematy łacińskie. Jerzemu Libanowi przypisuje się 16 prac, z których część opublikowano w Krakowie w latach 1522-1545. W tych pracach Liban wszechstronnie omawiał zagadnienia z zakresu filologii, filozofii, historii, medycyny, prawa, teologii i muzyki.
Dwa pisma Jerzy Liban poświęcił wyłącznie muzyce. Pierwsze – De accéntrum ecclesiasticórum exquísita ratióne (Wybrana metoda stosowania akcentów kościelnych) – dedykował Piotrowi Gamratowi, biskupowi krakowskiemu (ukazało się bez daty druku ok. 1539 r.). To obszerne kompendium poświęcone problematyce wykonawczej recytacji tekstów liturgicznych (nauka o akcencie). Zawiera ono również czterogłosowy utwór (skomponowany prawdopodobnie ok. 1501 r.) – Ortus de Polonia, będący opracowaniem antyfony do św. Stanisława, patrona Polski. 
Drugi traktat muzyczny – De músicae láudibus orátio (Mowa pochwalna o muzyce) – wydano w 1540 r. w drukarni krakowskiej pod opieką Jana Halicza. Zawierał m.in. podstawowe  zagadnienia teorii muzyki, słowniczek nazw greckich z zakresu muzyki, obszerną część poświęcona roli wychowawczej i etycznej muzyki, a także przykłady muzyczne: osiem czterogłosowych opracowań Magnificat i jedno czterogłosowe opracowanie psalmu In exitu Israel de Aegypto. Te dwa starodruki są dzisiaj jedynym źródłem wiedzy o twórczości muzycznej Libana.
Prawdopodobnie uczniem Jerzego Libana był Sebastian Herburt – kompozytor i teoretyk sztuki muzycznej.

## Polak czy Niemiec?
Kim był Jerzy Liban? Elżbieta Witkowska-Zaremba podaje, że miał niemiecką narodowość – pochodził prawdopodobnie z niemieckiej rodziny Weihrauch (co oznacza kadzidło, w przełożeniu na grekę libanos). Encyklopedia muzyki i Jan Węcowski określają go natomiast jako polskiego humanistę i teoretyka muzyki: Jerzy Liban, chociaż niemieckiego pochodzenia, pracą i życiem związał się z Polską. Czuł się Polakiem. O Polsce pisał patria nostra, a język polski nazywał mową ojców (sermo patrium nostrum id est Polonus).

## Upamiętnienia
Lutnia imienia Jerzego Libana z Legnicy stanowi główną nagrodę Legnica Cantat, jednego z najstarszych konkursów chóralnych w Polsce. Imieniem Libana nazwano też ulicę w centrum Legnicy.

## Zachowane kompozycje
- Ortus de Polonia
- Oratio pro Rege Sigismundo (ok. 1539)
- Lectio de Rege Sigismundo
- osiem Magnificatów
- Psalm 113 [114] „In exitu”

## Prace z teorii muzyki
- De philosophiae laudibus oratio (De musica) – 1537
- De accentuum ecclesiasticorum exquisita ratione – 1539
- De musicae laudibus oratio – 1540